# 小川町立欅台中学校
小川町立欅台中学校（おがわちょうりつけやきだいちゅうがっこう）は、埼玉県小川町にある公立中学校である。
創立は同町内で最も遅い。
現在、部活は軟式テニス部、バスケットボール部（男子のみ）、バレーボール部（女子のみ）、吹奏楽部があり、過去に軟式テニス部（女子）が関東大会に出場、吹奏楽部が西関東大会に出場、ソフトボール部（女子）・サッカー部・吹奏楽部が県大会に出場している。
同校に進学する生徒は、主にみどりが丘小学校の生徒。
現在、各学年1クラスの計3クラス、特別支援学級3クラスで構成。
制服は男子はシングルのブレザー・青のネクタイで、女子はダブルのブレザー・青のリボンで（男子スラックス・女子スカート）2020年から女子のスラックス着用も認められた。

## 沿革
- 1997年4月 - 小川町立西中学校より分離独立。
- 2025年4月 ‐ 小川町立西中学校と統合予定。

## 進学前小学校
- 小川町立みどりが丘小学校[1]

## 所在地
- 埼玉県比企郡小川町大字角山1192

## アクセス
- JR・東武鉄道 小川町駅から川越観光バス 小03：みどりが丘循環で「みどりが丘1丁目」下車、徒歩約3分

## おもな卒業生
- SIN（プロマジシャン）
- 八木沼瞬（元サッカー選手）
- DJ_uyЯ（ヒューマンビートボクサー、作曲家、DJ）